# Khentetenka

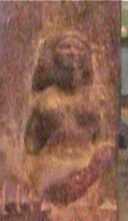
Khentetenka, férje egy szobrán

Khentetenka vagy Khentetka ókori egyiptomi királyné az óbirodalmi IV. dinasztia idején, Dzsedefré fáraó felesége. Férje Abu Roás-i halotti templomában talált relieftöredékekről ismert.
Címei: A király szeretett felesége (ḥm.t-nỉswt mrỉỉ.t=f), Aki látja Hóruszt és Széthet (m33.t-ḥrw-stš), Hórusz segítője (ḫt-ḥrw), Neith papnője (ḥm.t-nṯr nt).